# Ђемијано (Римини)
Ђемијано је насеље у Италији у округу Римини, региону Емилија-Ромања.
Према процени из 2011. у насељу је живело 285 становника. Насеље се налази на надморској висини од 186 м.